# Ритчи, Вом
Вом Ритчи (настоящее имя — Стивен Джордж Ритчи, англ. Vom Ritchie, Stephen George Ritchie; 6 августа 1964, Биллерикей, Англия) — английский музыкант, основатель музыкального лейбла Drumming Monkey Records, с 1999 года — барабанщик немецкой панк-рок-группы Die Toten Hosen. До этого гастролировал с коллективом на протяжении нескольких лет в качестве роуди (англ. roadie) на случай обострения хронической болезни многолетнего барабанщика группы Вольфганга Родэ.
Вом Ритчи принимал участие во многих музыкальных проектах, в частности, The Boys, Doctor & the Medics, B-Bang Cider, Spittin Vicars, Wet Dog, The Corner Boys; сотрудничал на концертах и в студии с английским музыкантом ТиВи Смитом (настоящее имя Тим Смит, англ. TV Smith, Tim Smith).
В настоящее время живёт с женой Мэри и сыном Джезом в Дюссельдорфе.

## Дискография
| - 1985 Happy but Twisted (EP) - 1985 The Miracle of the Age (Single) - 1986 Burn (EP) - 1986 Spirit In The Sky (Single) - 1986 Laughing at the Pieces - 1994 Nightmares and Dreams - 1996 Honest John Plain & Friends - 1997 The Last Race - 1996 Unite (EP) - 1997 Speed - 2001 The Worst of the Yobs - 2002 The Boys Live in Germany 2001 - 2002 Svengerland (Single) - 2010 The Mattles Boys | - 1998: Wir warten auf's Christkind - 1999: Crash-Landing - 1999: Unsterblich - 2002: Reich und sexy II - 2002: Auswärtsspiel - 2004: Zurück zum Glück - 2005: Nur zu Besuch - 2008: In aller Stille - 2009: Machmalauter Live - 2001 Useless - 2003 Not a Bad Day - 2006 Misinformation Overload - 2008 In the Arms of my Enemy - 2004 Oddball (Single) - 2004 The Gospel According To - 2007 Heart (Single) - 2007 Perfect Crime - 2008 Teenage Wasteland |  |